# PDV Railway
Die PDV Railway a.s. ist eine tschechische Bahngesellschaft mit Sitz in Ústí nad Labem. 
Das Unternehmen wurde 2012 gegründet. Anfangs war PDV Railway ein Unternehmen des Bauunternehmens IDS und die Abteilung „Eisenbahn- und Gleisbetrieb“ der Viamont ging auf PDV Railway über. Seit Ende 2020 gehört das Unternehmen der Maridan s.r.o. in Kladno. Die PDV Railway wird von Jan Franz geleitet.
Die VKM-Kurzbezeichnung ist PDVR.
Die Vlečka Ústí Infrastructure s.r.o. betreibt nichtöffentliche Gleisanschlüsse.

## Strecken
PDV Railway ist Infrastrukturbetreiber für folgende Strecken im Eigentum der Tschechischen Republik:
- Sokolov–Kraslice
- Trutnov–Svoboda nad Úpou